# Oreocharis obliqua
Oreocharis obliqua là một loài thực vật có hoa trong họ Tai voi. Loài này được C.Y. Wu ex H.W. Li mô tả khoa học đầu tiên năm 1983.